# Chelifera palloris
Chelifera palloris är en tvåvingeart som först beskrevs av Daniel William Coquillett 1895.  Chelifera palloris ingår i släktet Chelifera och familjen dansflugor. Inga underarter finns listade i Catalogue of Life.